# Jutty Ranx
I Jutty Ranx sono un progetto itinerante e mutevole nato negli Stati Uniti d'America che produce musica dance. Il gruppo è attualmente composto da Jaakko Manninen, un DJ e produttore finlandese, da Justin Taylor, un cantante di origini giamaicane e neo-zelandese, già fondatore dei Beats and Style, e del polistrumentista Ryan Malina. Il loro singolo di debutto I See You ha ottenuto un grande successo in Italia, restando nella classifica ufficiale dei download stilata dalla FIMI per 13 settimane; ha conquistato il 3º posto nel marzo 2013. Il singolo ha ricevuto la certificazione platino per aver venduto oltre 60 000 singoli digitali.

## Storia
Insieme dal 2009, Taylor e Manninen si sono conosciuti a Los Angeles, dove ora vivono entrambi per dare vita a un esperimento musicale che mette insieme approccio collaborativo vecchio stile e nuove tecnologie.
Un rapporto con l'Italia molto forte, quello del combo statunitense: ne è testimonianza il fatto che dietro I See You c'è una storia nella storia. 
Lo racconta Jakko Manninen:
“Il brano è nato in una stanza di albergo italiana dove sono stato bloccato per una notte; 5 minuti dopo averla ascoltata, Justin ha avuto subito il testo pronto. Può darsi che tante persone abbiano avuto questa esperienza: di essere in un posto dove qualcuno fa veramente colpo su di te e non ti lascia più – è quel momento, che mi ha ispirato il testo”.
I singoli successivi sono Hello e Lover and a Fool.

## Discografia
- 2013 - Jutty Ranx
- 2015 - Discordia

### Singoli
- 2012 - I See You
- 2013 - Hello
- 2013 - Lover and a Fool